# Via Militaris

Via Militaris în peninsula Balcanică a secolului al VI-lea.

Via Militaris sau Via Diagonalis a fost un drum antic roman, care pornea de la Singidunum (azi, capitala sârbă Belgrad), urmărind cursul Dunării de la Viminacium (Požarevac), prin Naissus (Niș), Serdica (Sofia), Philippopolis (Plovdiv), Adrianopol (Edirne), și ajungând la Constantinopol (Istanbul). Acest drum a fost conectat prin Via Egnatia cu alte drumuri romane.
Acesta a fost construit în primul secol d.Hr., cu o lungime de cca. 924 km.
În mai 2010, în timp ce se lucra la Coridorul paneuropean X în Serbia, segmente bine păstrate din drum au fost excavate în Dimitrovgrad, Serbia. Segmentul lat de opt metri a fost construit din blocuri mari de piatră și avea două benzi.

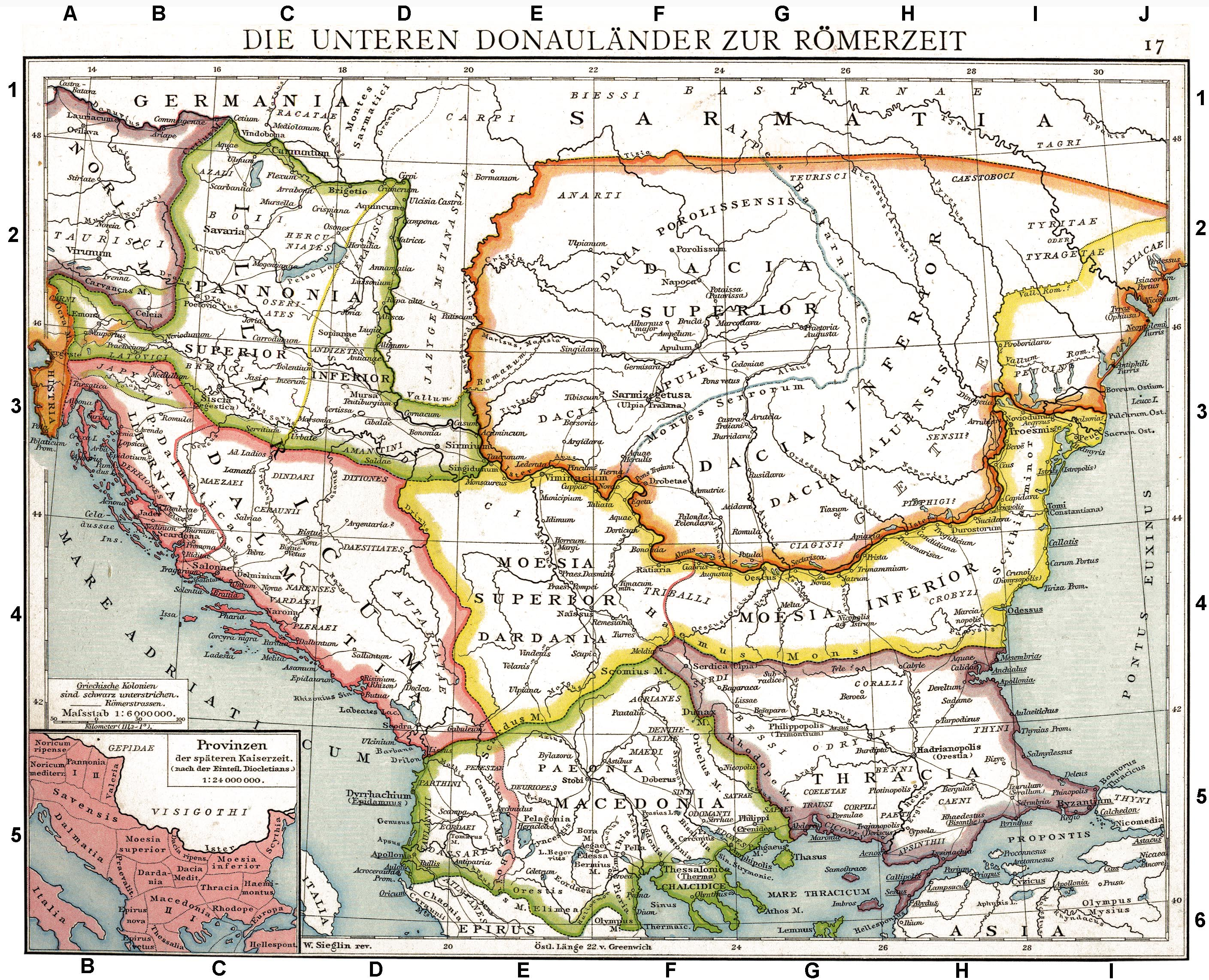
Europa de Sud-Est și rețeaua de drumuri romane, cu (îndeosebi) Via Militaris și stațiile sale (hartă extrasă din Allgemeiner Historischer Handatlas de Gustav Droysen, 1886)

## Orașe importante de-a lungul Via Militaris
| Nume antic              | Nume modern          | Țara modernă |
| ----------------------- | -------------------- | ------------ |
| Singidunum              | Belgrad              | Serbia       |
| Gratiana                | Dobra                | Serbia       |
| Viminacium              | Kostolac (Požarevac) | Serbia       |
| Naissus                 | Niș                  | Serbia       |
| Remesiana               | Bela Palanka         | Serbia       |
| Serdica                 | Sofia                | Bulgaria     |
| Philippopolis           | Plovdiv              | Bulgaria     |
| Adrianopolis            | Edirne               | Turcia       |
| Arcadiopolis            | Lüleburgaz           | Turcia       |
| Bizanț (Constantinopol) | Istanbul             | Turcia       |